# Gwiazda Wytrwałości
Gwiazda Wytrwałości (Gwiazda Zakroczymska) – historyczne polskie powstańcze odznaczenie honorowe z 1831, nie zostało włączone do systemu orderów i odznaczeń II Rzeczypospolitej, ani III Rzeczypospolitej. Od 1981 odznaczenie prywatne nadawane przez bliżej nieokreśloną kapitułę.
Gwiazda Wytrwałości została ustanowiona uchwałą Sejmu Królestwa Polskiego 18 września 1831 w Zakroczymiu, na wniosek prof. Joachima Lelewela. Stanowić miała wyróżnienie „dla tych co za sprawę narodową do ostatniej kropli krwi walczyli i do końca wytrwali pod jej sztandarami, co wyraża uwidoczniona na odznaczeniu dewiza łacińska – Usque ad finem”.
Odznaczenie przyznawane miało być tym, którzy wykażą szczególne męstwo, nie tylko w walce niepodległościowej, ale także zachowując szeroko rozumianą polskość.

## Opis odznaczenia
Odznaczenie ma kształt pięcioramiennej gwiazdy (pentagramu), na której widnieje napis ZA WYTRWAŁOŚĆ W POWSTANIU NARODOWEM. Dokładny opis i szkic Gwiazdy Wytrwałości sporządził Joachim Lelewel. Odznaczenie miało być wykonane z żelaza patynowanego w technice efektu  rdzy, którego ramiona zakończone są kulkami. Na awersie, pośrodku widnieją Orzeł Biały i Pogoń Litewska w owalnych tarczach, zwróconych ku sobie w tzw. ukłonie heraldycznym. Poniżej napis 29 NOVEMBUS (data wybuchu Powstania listopadowego 29 listopada 1830), na ramionach gwiazdy rozpisany napis: USQUE / POLONIA / LITWUANIA / AD FI / NEM. Na rewersie, pośrodku, w okręgu, napis: ZA WYTRWAŁOŚĆ / w POWSTANIU / NARODOWEM; na ramionach zaś, data obrad sejmu /1831/, wraz z napisem: / SEJM W / ZAKRO / CZY / MIU. Przy zakończeniu górnego ramienia gwiazdy uszko do mocowania wstążki.

## Wstęga odznaczenia
Wstęga odznaczenia miała mieć kolor karmazynowy z brzegami granatowymi.

## Zasady nadawania
Odznakę otrzymać mogli: 
- każdy bądź wojskowy, bądź cywilny, który poświęciwszy się usłudze krajowej i wspierając czynnie powstanie narodowe, wytrwa w szlachetnym postępowaniu aż do stanowczego losów Ojczyzny rozstrzygnięcia,
- ci, którzy oddawszy rzetelne zasługi powstaniu od dalszych w tym celu działań, jedynie przez przyczyny od ich woli niezawiśle wstrzymani zostali.

Przyznawanie odznaki regulować miał statut ułożony przez Komitet złożony z Prezesa Rządu Narodowego, Wodza Naczelnego, Ministrów i równej Ministrom liczbie Generałów, których Wódz Naczelny powoła.

## Nadania odznaczenia państwowego
W czasie powstania listopadowego nikomu nie nadano tego odznaczenia. Po odzyskaniu przez Polskę niepodległości w 1918, w związku z brakiem włączenia Gwiazdy Wytrwałości do systemu orderów i odznaczeń II Rzeczypospolitej również nie dokonano nadań.

## Nadania odznaczenia prywatnego
Po 50 latach w Rapperswilu (Szwajcaria) z okazji rocznicy nadało żyjącym jeszcze pięciu powstańcom medale okazjonalne z wizerunkiem Gwiazdy. Nie był to już order według projektu Lelewela. Na medalu widniała postać kobiety (personifikacja Polski) trzymająca miecz i sztandar z hasłem epoki: Za Waszą i Naszą Wolność, wokół dewiza: USQUE AD FINEM (łac. aż do końca) oraz rok: MDCCCXXX. Odznaczeni wtedy zostali:
- hrabia Władysław Plater
- hrabia Artur Gołuchowski
- Franciszek Duchiński
- Ludwik Bulewski
- Alojzy Bieńczycki

21 listopada 1981 zebrał się Zespół Inicjatywny Kapituły Orderu „Gwiazdy Wytrwałości”, który ustanowił regulamin odznaczenia prywatnego. Odznaczeni wtedy zostali:
- 4 Pułk Piechoty za Olszynkę Grochowską
- Romuald Traugutt
- Stefan Aleksander Okrzeja
- Józef Piłsudski
- Stefan Rowecki
- pułk KOP Podole

W latach późniejszych odznaczenie nadano między innymi następującym osobom: 
- rotmistrz Witold Pilecki[3]
- major Walerian Łukasiński
- generał brygady Antoni Heda ps. Szary
- Prezydent Rzeczypospolitej Polskiej Lech Kaczyński[4]
- dziennikarz Stefan Melak[4]

## Odznaka w sztuce
Poetka Seweryna Duchińska, napisała wiersz opiewający historię odznaczenia:
Gdy nadzieje narodu w niwecz się rozprysły,
chmury nasz widnokrąg, przyćmiły grobowo,
tyś Gwiazdo w Zakroczymiu, z łona matki Wisły
wybiegła na zaklęte Lelewela słowo
Odznaczenie jest tematem opowiadania Ksawerego Pruszyńskiego Gwiazda Wytrwałości, na podstawie którego powstał film Pawła Komorowskiego Gwiazda Wytrwałości (1971).
Odznaczenie pojawia się w 9 odcinku serialu Zmiennicy pt. Podróż sentymentalna, gdy Kasia i Jacek pomagają Ksaweremu Radziwiłłowi w wykopaniu skarbu w pałacyku w Zatorach.